# Iwanuma
Iwanuma (japanska: 岩沼市?, Iwanuma-shi) är en stad i Miyagi prefektur i Japan. Staden fick stadsrättigheter 1971.